# Hyndburn (circonscription britannique)
Pour les articles homonymes, voir Hyndburn.
La circonscription de Hyndburn  est une circonscription située dans le Lancashire et représentée à la Chambre des communes du Parlement britannique.